# Eclissi solare del 27 febbraio 2082
L'eclissi solare del 27 febbraio 2082 è un evento astronomico che avrà luogo il suddetto giorno attorno alle ore 14:47 UTC.
Sarà visibile in America, Africa ed Europa.

## Caratteristiche
Sarà un'eclissi solare anulare visibile come tale in Perù, Brasile, Suriname, Guiana Francese, Portogallo, Spagna, Francia, Italia, Germania, Austria.